# Pietro da Treia
Pietro da Treia (Montecchio, 1227 – Sirolo, 1304) è stato un beato italiano, appartenente all'Ordine dei frati minori, asceta e predicatore irresistibile, famoso per visioni ed estasi, vissuto nel convento di San Francesco (XIII secolo) di Sirolo.
A Sirolo ebbe la visione di San Michele Arcangelo, il quale in segno di gratitudine per la Quaresima che il santo praticava in preparazione della sua festa del 29 settembre, gli procurò la grazia della certezza del perdono dei peccati. Il corpo del beato Pietro da Treia, compatrono di Sirolo, riposa nella chiesa del Santissimo Rosario della cittadina, dove fu trasferito dopo che il convento francescano di Sirolo fu demolito alla fine dell'ottocento a seguito delle vicende legate alla soppressione degli ordini religiosi.